# Nosly
Nosly Marinho é um cantor, compositor e violonista brasileiro, nascido na cidade de Caxias, no Maranhão, em agosto de 1967.

## Carreira
Nascido no interior do Maranhão, a 1967, Nosly radicou-se em São Luís, onde começou a compor na adolescência, que posteriormente veio a conquistar os espaços culturais, destacando-se em festivais. Mudou-se para Belo Horizonte, capital mineira em 1986, residindo até 1995. Já excursionou em vários países da Europa, tais como Alemanha, Áustria, Bélgica, Holanda e Suíça. Já compôs mais de 200 canções em diversos estilos, desde a MPB a ritmos dançantes como baião, reggae e funk.
Lançou o CD Teu Lugar em 2000, pela gravadora Dabilú, no qual interpretou várias canções de sua autoria.